# Ruardean
Ruardean è un villaggio e parrocchia civile dell'Inghilterra, appartenente alla contea del Gloucestershire.

## Storia
In passato il nome del villaggio era scritto Ruardyn e faceva parte dell'Herefordshire. Attualmente è incluso nel distretto della Foresta di Dean nel Gloucestershire.
Rimangono pochi resti della storia industriale del paese che fu un centro importante per l'estrazione del carbone e per le fornaci per la fusione di minerali ferrosi.
Come la maggior parte dell'area circostante, Ruardean ha una storia relativamente povera: il censimento del 1831 registrò 127 famiglie, con metà della popolazione impiegata nell'agricoltura e 160 persone che vivevano di sussidi per i poveri.
La prima scuola fu aperta nel 1774, e nel 1833 accoglieva 43 alunni.
A Ruardean nacquero i fratelli James (1844–1921) e William Horlick (1846–1936) che diventarono famosi per aver inventato un prodotto derivato da latte in polvere aggiunto a malto d'orzo e crearono una bevanda che diventerà conosciuta in tutto il mondo: l'Horlicks. Dietro il pub "Malt Shovel" sulla via principale, è ancora visibile il capanno in cui ne sperimentarono la tecnica di produzione che affineranno dopo la loro emigrazione negli Stati Uniti nel 1869.

## Monumenti e luoghi d'interesse

### St. John the Baptist's Church
La chiesa di San Giovanni Battista è l'edificio storico più importante, con navata e presbiterio del XII secolo; il campanile e la guglia vennero costruiti nel XIV secolo e una cappella venne aggiunta nel 1798. 

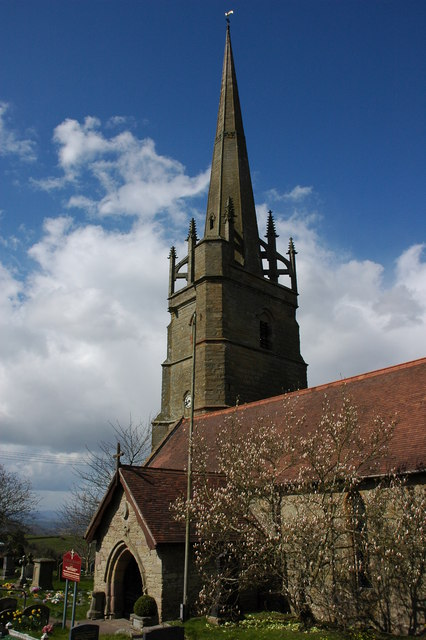
Chiesa di San Giovanni Battista

### Ruardyn Castle
Il castello di Ruardyn in origine era un maniero di epoca normanna. Data la sua importanza strategica, lungo la via che andava dal castello di Gloucester alle Marche gallesi e alla valle del Wye, fu merlato nel 1310 per diventare un castello di ragguardevoli dimensioni. Venne in gran parte distrutto dalle truppe di Oliver Cromwell durante la guerra civile (1642-1651). Oggi si presenta come poco più di una montagnola vicino alla chiesa di San Giovanni Battista e conserva solo pochi tratti di mura e parte del fossato.

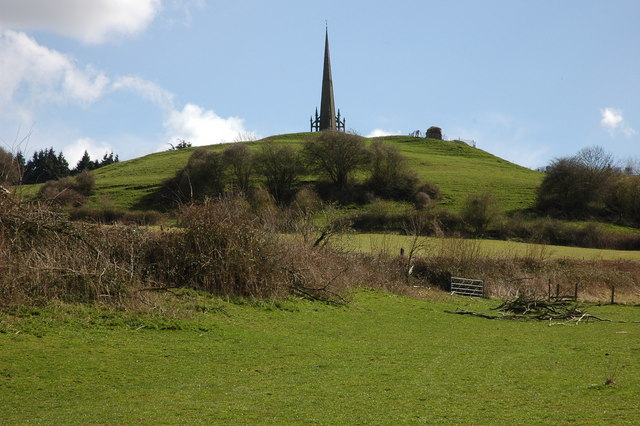
Il sito del Ruardyn Castle